# Derichthys serpentinus
Derichthys serpentinus е вид змиорка от семейство Derichthyidae. Видът не е застрашен от изчезване.

## Разпространение
Разпространен е в Австралия (Виктория и Тасмания), Асенсион и Тристан да Куня, Гватемала, Еквадор, Испания (Канарски острови), Колумбия, Коста Рика, Мексико, Никарагуа, Нова Зеландия, Остров Света Елена, Панама, Перу, Салвадор, САЩ (Хавайски острови), Франция, Хондурас, Чили (Хуан Фернандес) и Южна Африка.

## Описание
На дължина достигат до 40 cm.